# Phuti Mahanyele
Phuti Mahanyele (sinh năm 1971) là một giám đốc kinh doanh người Nam Phi, giám đốc điều hành của Sigma Capital và cựu CEO của Tập đoàn Shanduka. Mahanyele  đã được đưa vào danh sách "Top 50 phụ nữ trên thế giới đáng xem nhất trong năm 2008 của Wall Street Journal ", được các nhà đầu tư Châu Phi công nhận là" Người phụ nữ châu Phi hàng đầu trong kinh doanh "vào năm 2012 và được chọn là Người phụ nữ kinh doanh châu Phi theo ForbesWoman của năm 2014.

## Cuộc đời và học vấn
Mahanyele được sinh ra ở Dobsonville, Soweto, Nam Phi. Cha cô, người đã qua đời vào năm 2012, lớn lên trong một gia đình "10 hoặc 11 anh chị em" và phải trả tiền cho việc học của chính mình. Mẹ của Mahanyele qua đời khi Phuti 17 tuổi. Trong một cuộc phỏng vấn năm 2013, cô nói về sự cam kết của cha mẹ đối với cô và em gái mình để giúp cô có nền giáo dục tốt nhất có thể và kỳ vọng rằng cô sẽ làm việc trong một môi trường thương mại. Trong cái chết sớm của mẹ cô lúc 42 tuổi, Mahanyele đã nói rằng đó là một bài học để cô không nên xem thường thời gian và để mất thời gian và cô không hiểu tại sao khi cô thấy mọi người đang lãng phí thời gian của họ.
Phuti Mahanyele rời Johannesburg, Nam Phi lúc 17 tuổi để theo học trường cao đẳng Douglass (sau này được nhập vào Đại học Rutgers) tại Hoa Kỳ. Cô tốt nghiệp với bằng Cử nhân Kinh tế năm 1993. Năm 1996, cô nhận bằng MBA từ Đại học De Montfort. Trong năm 2008, Mahanyele đã hoàn thành chương trình giáo dục điều hành tại Trường Đại học Harvard, "Lãnh đạo toàn cầu và Chính sách công cho thế kỷ 21".

## Sự nghiệp
Mahanyele gia nhập Tập đoàn Fieldstone Private Capital tại thành phố New York, một công ty ngân hàng đầu tư quốc tế chuyên về phát triển cơ sở hạ tầng. Cô cuối cùng đã trở thành phó chủ tịch tại Fieldstone ở New York, và sau đó chuyển đến làm việc tại văn phòng của công ty này ở Nam Phi. Sau đó, cô trở thành giám đốc dự án Tài chính Nam Phi tại Ngân hàng Phát triển Nam Phi.
Cô đã gia nhập Shanduka Energy vào năm 2004 với tư cách là giám đốc điều hành và sau đó trở thành giám đốc điều hành của Tập đoàn Shanduka được thành lập và chủ trì bởi chính trị gia người Nam Phi Cyril Ramaphosa. Năm 2016, Mahanyele từ chức từ Tập đoàn Shanduka và thành lập công ty riêng của mình, Sigma Capital.